# 路易斯·丹茨
路易斯·丹茨（德語：Luise Danz，1917年12月11日—2009年6月21日）是第二次世界大战中的纳粹德国集中营看守。 她出生在图林根州瓦尔多夫 (图林根州) 。丹茨于1945年被捕，并在波兰克拉科夫的奥斯维辛审判中被控犯有反人类罪。她在1947年被判无期徒刑，但在1957年8月20日被大赦释放。  

## 集中营工作
1943年1月24日，25岁的丹茨被征召为拉文斯布吕克的纳粹集中营系统中的党卫队女监督（SS-Aufseherin）。她曾在德占波兰境内的几座集中营担任看守，其中包括马伊达内克集中营（1943年4月至1944年）、克拉科夫-普拉佐集中营（1944年4月）、奥斯威辛集中营（1944年5月至1945年1月）以及马尔霍夫集中营（拉文斯布吕克集中营的分营）。1943年，她因为在集中营中服役的工作获得纳粹德国的嘉奖。自1943年3月1日起，她在拉文斯布吕克集中营完成了为期三周的看守行动。1943年3月22日，丹茨到达Majdanek集中营的新增营区，负责监督妇女集中营的裁缝工、集中营厨房、托儿所和服装店的工作细节。1944年4月底马伊达内克集中营疏散期间，丹茨在普拉舒夫（Plaszow）集中营。对于普拉舒夫期间的丹茨，Halina Nelken回忆道：“丹茨身材高大苗条，有一张憔悴又有男孩子气的脸。她是在拳头打人下巴的同时用膝盖顶人肚子的专家。她虐待的那个女人登时昏了过去。”
在普拉舒夫集中营疏散后，路易斯·丹茨于1944年9月或10月到达奥斯威辛-比克瑙集中营，负责监督集中营洗衣房的一支犹太特遣队，为工作组长（Kommandofuhrerin）级别；她最终升至了匈牙利裔犹太女子营地的报告长（Rapportfuhrerin）。1945年1月奥斯威辛集中营被疏散，丹茨被转移到拉文斯布吕克并前往马尔霍夫（Malchow）的分营。丹茨一到马尔霍夫就成为了高级监督（Oberaufseherin），直至1945年5月初一直担任该级别。在马尔霍夫，900名女性囚犯曾在当地的爆炸物工厂Gesellschaft mbH从事化学品回收工作（Verwertchemie）。根据不同集中营的幸存者的说法，丹茨的行事据信已演变为虐待狂行为。例如，她用抽打公牛的鞭子严厉虐待囚犯。她还帮助吊死俄罗斯女囚，实行长达数小时的囚犯点名，点名期间单是暴露和疲惫就夺走了许多生命。

## 逮捕与战争罪审判
1945年战争结束时，丹茨试图销声匿迹；但她在1945年6月1日被人在吕措发现，随即被逮捕。波兰的奥斯威辛审判审讯了她在庞大的德国集中营系统中任职期间犯下的罪行。1947年的审判中，路易斯·丹茨被判无期徒刑，但在服刑9年后于1956年初被释放。